# Руни, Шерон
Шэрон Руни (англ. Sharon Rooney, род. 22 октября 1988 года) — шотландская актриса
. Она известна по ролям Рэй Эрл в сериале «Мой безумный дневник» и Софи в «Две двери вниз».

## Биография и карьера
В возрасте 16 лет Руни покинула школу, чтобы начать карьеру актрисы. Она записалась на курсы актёрского мастерства в университете Халла. Руни выступала как стендап-комик и ознакомилась с игрой в различных школах по всей Великобритании.
Первой ролью на телевидении стала роль в сериале «Мой безумный дневник», где она сыграла Рэй Эрл. Шоу было успешным, и Руни получила номинацию на премию BAFTA Scotland. Сэм Волластон из The Guardian написал: «Выступление Шэрон Руни было естественным, непринужденным и совершенно правдоподобным». За эту роль её также номинировали на премию Королевского Телевизионного общества в 2014 году.
Шерон Руни сыграла небольшую роль в сериале «Шерлок» в 2013 году («Пустой катафалк», 3 сезон 1 серия).
В январе 2016 года начались съемки драмы «Короткие встречи» для канала ITV, сюжет которой разворачивается в 1982 году и вращается вокруг четырёх женщин, которые вовлечены в организацию вечеринок Ann Summers. «Короткие встречи» дебютировал в июле 2016 года.

## Фильмография
| Год          |   | Русское название         | Оригинальное название             | Роль                                |
| ------------ | - | ------------------------ | --------------------------------- | ----------------------------------- |
| 2013—2015    | с | Мой безумный дневник     | My Mad Fat Diary                  | Рей Эрл / ведущая роль, 16 эпизодов |
| 2014         | с | Шерлок                   | Sherlock                          | Лора / эпизод «Пустой катафалк»     |
| 2013         | ф | Побудь в моей шкуре      | Under the Skin                    | Тусовщица                           |
| 2014         | с | Театр Комедии            | Comedy Playhouse                  | Джулс / 1 эпизод                    |
| 2015         | ф | Гектор                   | Hector                            | Молодая Мама                        |
| 2015 — н. в. | с | Горные Козлы             | Mountain Goats                    | Джулс                               |
| 2016         | с | Олень                    | Stag                              | Броуди                              |
| 2016         | с | Две двери вниз           | Two Doors Down                    | Софи                                |
| 2016         | с | Короткие встречи         | Brief Encounters                  | Дон / ведущая роль, 6 эпизодов      |
| 2016—2017    | с | Попадец                  | Zapped                            | Барбара                             |
| 2017—2018    | с | Туннель                  | The Tunnel                        | Кики Стоукс / 3 сезон, 3 эпизода    |
| 2019         | ф | Дамбо                    | Dumbo                             | мисс Русалка                        |
| 2021         | ф | Кошачьи миры Луиса Уэйна | The Electrical Life of Louis Wain |                                     |
| 2023         | ф | Барби                    | Barbie                            | Барби                               |